# × Galeansellia
×Galeansellia viết tắt Gslla là một chi lan lai giữa Ansellia và Galeandra (Aslla × Gal).